# Euphylliidae
Euphylliidae Alloiteau, 1952 è una famiglia di madrepore della sottoclasse degli Esacoralli

## Descrizione
La famiglia comprende specie coloniali. I coralliti hanno una disposizione di tipo faceloide, meandroide o flabello-meandroide, con settocoste dentate, ampie, e spaziate. I polipi hanno grandi tentacoli vescicolosi, estroflessi nelle ore diurne, che conferiscono alla colonia un aspetto bolloso. 

## Distribuzione e habitat
La famiglia è ampiamente diffusa nelle barriere coralline dell'Indo-Pacifico.

## Tassonomia
La famiglia comprende i seguenti generi:
- Catalaphyllia Wells, 1971
- Ctenella Matthai, 1928
- Euphyllia Dana, 1846
- Fimbriaphyllia Veron & Pichon, 1980
- Galaxea Oken, 1815
- Montigyra Matthai, 1928
- Simplastrea Umbgrove, 1939

### Alcune specie

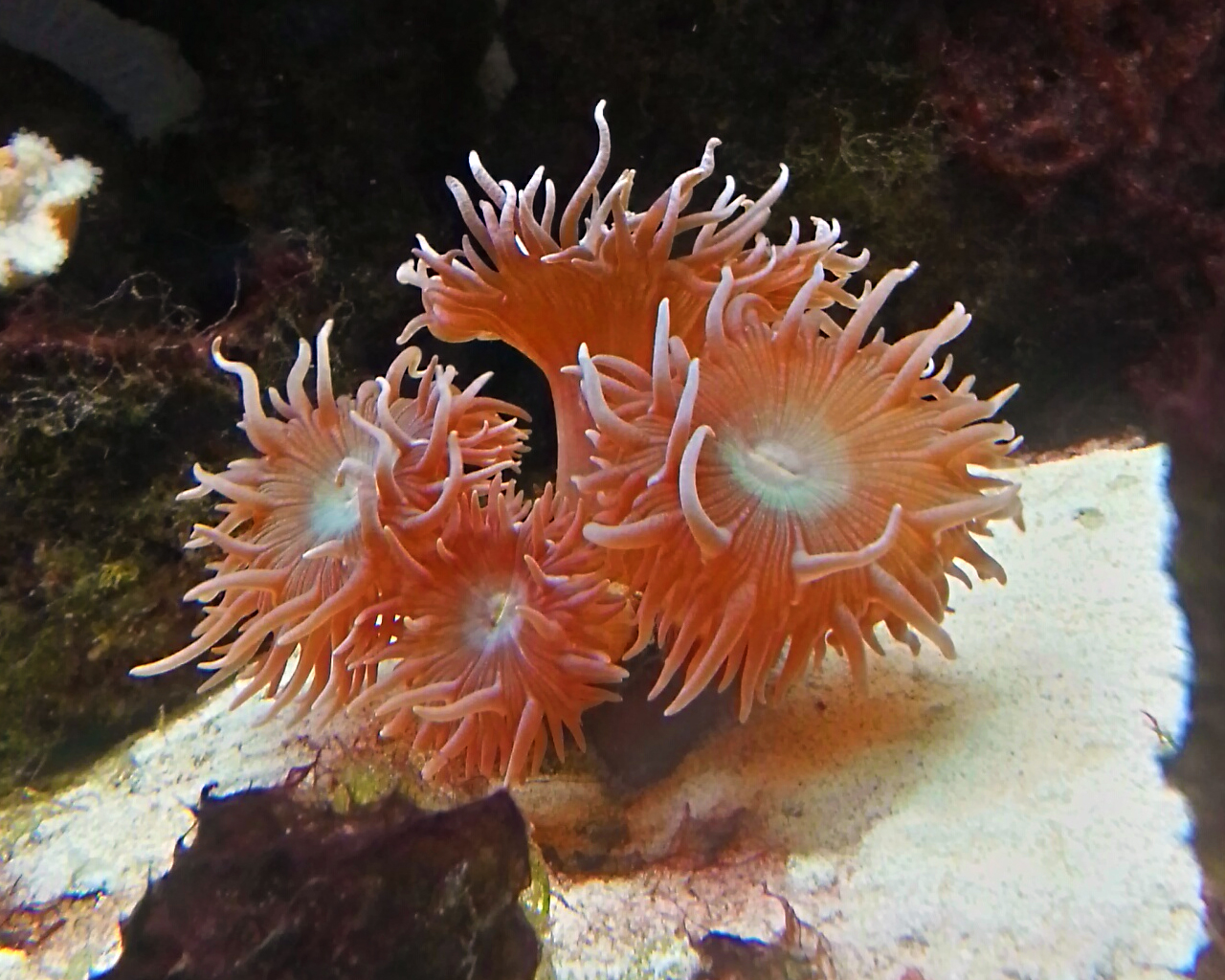
Catalaphyllia jardinei
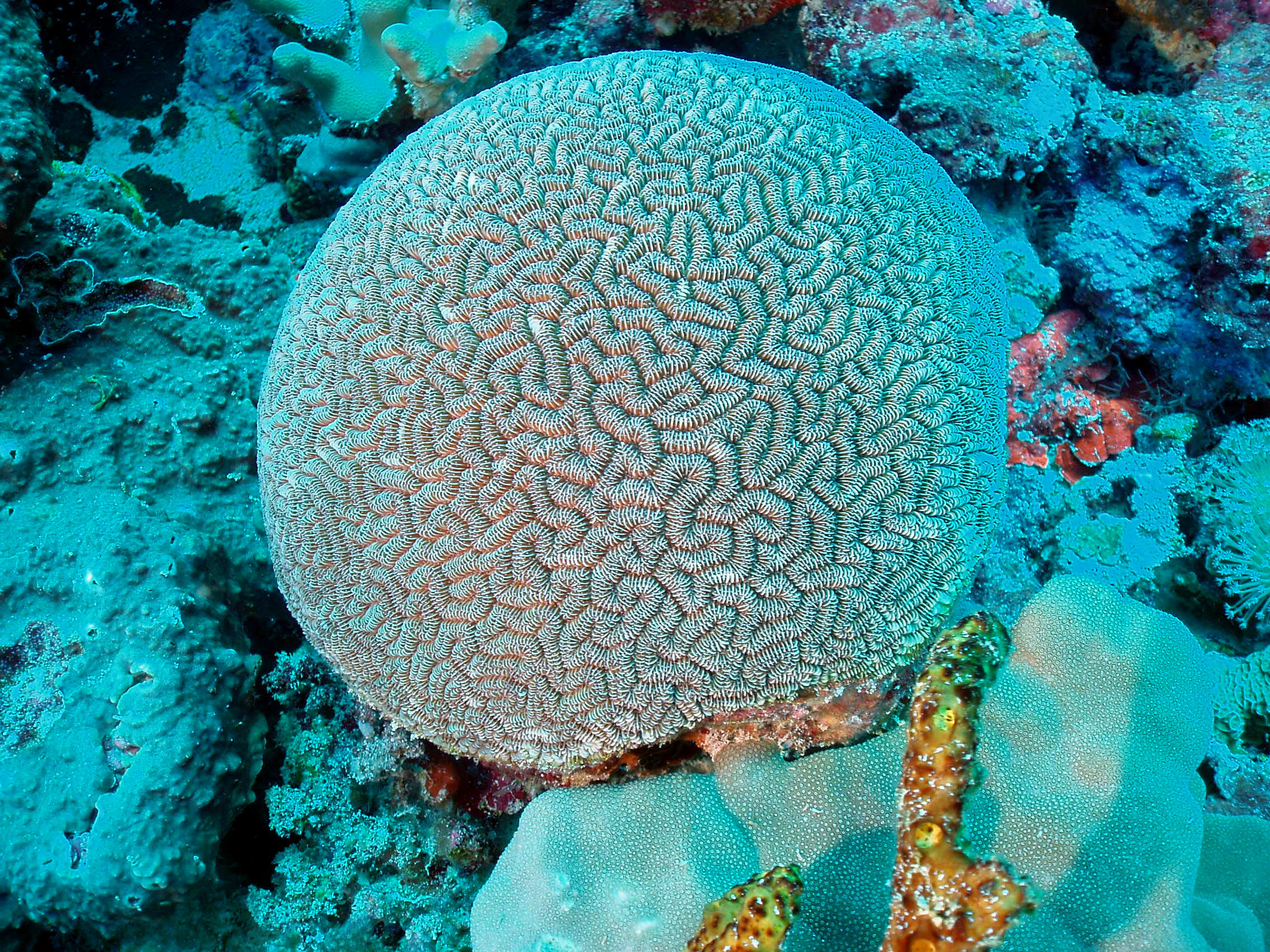
Ctenella chagius
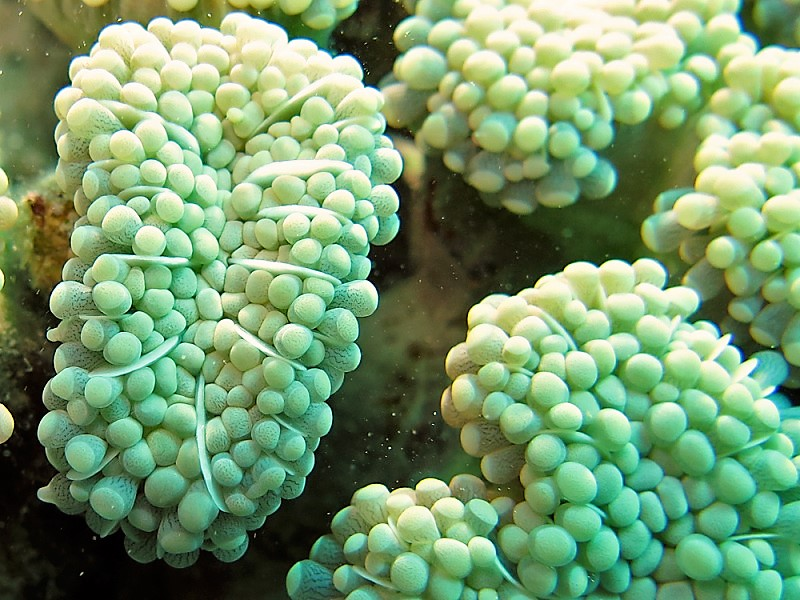
Euphyllia cristata
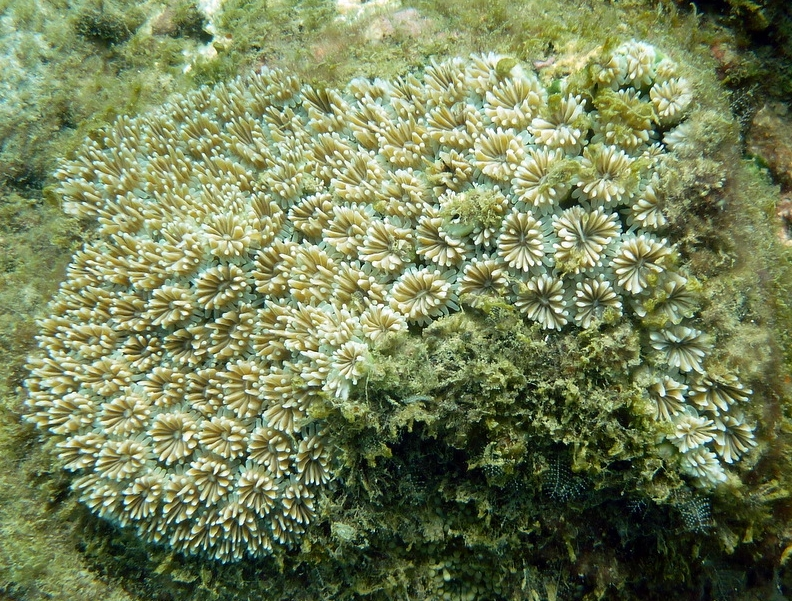
Galaxea fascicularis